# 1002 Olbersia
1002 Olbersia eller 1923 OB är en asteroid i huvudbältet, som upptäcktes 15 augusti 1923 av den ryske astronomen Vladimir A. Albitskij vid Simeizobservatoriet på Krim. Den har fått sitt namn efter den tyske astronomen Heinrich Wilhelm Olbers.
Asteroiden har en diameter på ungefär 10 kilometer.